# Nordische Badmintonmeisterschaft 1963
Die Nordische Badmintonmeisterschaft 1963 fand in Borås statt. Es war die zweite Auflage dieses internationalen Badmintonwettbewerbs der skandinavischen Staaten.

## Finalresultate
| Disziplin    | Sieger                          | Finalist                     | Ergebnis          |
| ------------ | ------------------------------- | ---------------------------- | ----------------- |
| Herreneinzel | Knud Aage Nielsen               | Henning Borch                | 15–8, 6–15, 17–16 |
| Dameneinzel  | Ulla Rasmussen                  | Anne Flindt                  | 11–7, 11–3        |
| Herrendoppel | Henning Borch Knud Aage Nielsen | Berndt Dahlberg Bertil Glans | 18–13, 18–15      |
| Damendoppel  | Karin Jørgensen Ulla Rasmussen  | Anne Flindt Bente Flindt     | 6–15, 15–4, 15–9  |
| Mixed        | Henning Borch Ulla Rasmussen    | Ole Mertz Karin Jørgensen    | 15–13, 15–8       |